# Calusterone
Calusterone (INN, USAN) (tên thương hiệu Methosarb, Riedemil; tên mã phát triển trước đây NSC-88536, U-22550), còn được gọi là 7β, 17α-dimethyltestosterone, là một steroid đồng hóa hoạt động bằng đường uống (AAS) một chất chống ung thư. Nó là một AAS được kiềm hóa 17α có cấu trúc tương tự bolasterone (là đồng phân 7α- của nó).
| Lộ trình / hình thức                                                | Androgen                                                                         | Liều dùng                        |
| ------------------------------------------------------------------- | -------------------------------------------------------------------------------- | -------------------------------- |
| Uống                                                                | Methyltestosterone                                                               | 30 con200 mg / ngày              |
| Uống                                                                | Fluoxymesterone                                                                  | 10 con40 mg 3x / ngày            |
| Uống                                                                | Calusterone                                                                      | 40 mg 4x / ngày                  |
| Uống                                                                | Normethandrone                                                                   | 40 mg / ngày                     |
| Tiêm <abbr title="<nowiki>Intramuscular</nowiki>">IM                | Testosterone propionate                                                          | 50 con100 mg 3x / tuần           |
| Tiêm <abbr title="<nowiki>Intramuscular</nowiki>">IM                | Testosterone enanthate                                                           | 200 sắt400 mg 1x / 2 trận4 tuần  |
| Tiêm <abbr title="<nowiki>Intramuscular</nowiki>">IM                | Testosterone cypionate                                                           | 200 sắt400 mg 1x / 2 trận4 tuần  |
| Tiêm <abbr title="<nowiki>Intramuscular</nowiki>">IM                | Methandriol (<abbr title="<nowiki>aqueous suspension</nowiki>">aq. Nghi ngờ.)    | 100 mg 3x / tuần                 |
| Tiêm <abbr title="<nowiki>Intramuscular</nowiki>">IM                | Androstanolone (<abbr title="<nowiki>aqueous suspension</nowiki>">aq. Nghi ngờ.) | 300 mg 3x / tuần                 |
| Tiêm <abbr title="<nowiki>Intramuscular</nowiki>">IM                | Thuốc nhỏ giọt propionate                                                        | 100 mg 3x / tuần                 |
| Tiêm <abbr title="<nowiki>Intramuscular</nowiki>">IM                | Nandrolone decanoate                                                             | 50 trận 100 mg 1x / 1 trận3 tuần |
| Tiêm <abbr title="<nowiki>Intramuscular</nowiki>">IM                | Nandrolone phenylpropionate                                                      | 50 con100 mg / tuần              |
| Lưu ý: Liều dùng không nhất thiết phải tương đương. Nguồn: Xem mẫu. |                                                                                  |                                  |